# Миле Васић
Миле Васић (Сисак, 16. октобар 1972) — српски научник и универзитетски професор. Његова област научног рада је менаџмент, у којој је магистрирао и докторирао. Васићева каријера обухвата различите руководеће улоге у академији и привреди, а тренутно је предсједник Европског удружења за маркетинг и менаџмент (енгл. European Marketing and Management Association — EUMMAS)

## Биографија
Током свог академског рада, професор Васић је обављао различите позиције, укључујући позицију Декана на Факултету техничких наука и Факултету за економију и менаджмент. Такође је радио као проректор на Универзитету ПИМ и обављао лидерске позиције, проректор и ректор, на Универзитету Слобомир П.
Изван академског оквира, професор Васић је препознат по свом ангажовању на премостивању јаза између теоријског знања и практичне примене. Фокусира се на интеграцију научних увида и вештина у контекстима стварног света са глобалном перспективом. Његове консултантске услуге и тренинг у компанијама обухватили су клијенте широм света, укључујући најзначајније лидере у датој грани привреде.
Oд 2015. до 2018. године професор Васић је обављао функцију изванредног и опуномоћеног Амбасадора Босне и Херцеговине у Румунији, што доказује његову стручност у међународним односима и дипломатији.
Са каријером која обухвата више од две деценије, професор Васић је приказао изузетну вишенаменскост и неуморну преданост у академском, лидерском и консултантском раду у различитим секторима. Поседује стратешки менталитет, вештине за решавање проблема и неуморну преданост постизању амбициозних организационих циљева. Ове карактеристике су га учврстиле као искусног стручњака који се суочава са изазовима, постојано остварујући успех и остављајући трајан утисак у свим својим начинима. Професор Васић је оснивач и предсједник Европске маркетинг и менаџмент асоцијације (EUMMAS), која је међу десет најутицајнијих професионалних асоцијација ове врсте  у Европи.

## Каријера
(само најзначајнији послови)
- Оснивач | Предсједник | Извршни директор (CEO), 05/2007 – тренутно, Европска маркетинг и менаџмент асоцијација (ЕУММАС), Б ања Лука, Република Српска, Босна и Херцеговина
- Гостујући професор, 01/2024 – тренутно, Universiti Teknologi MARA, Куала Лумпур, Малезија
- Амбасадор Босне и Херцеговине у Румунији, 10/2015 – 12/2018, Амбасада Босне и Херцеговине, Букурешт, Румунија
- Ректор | Проректор | Декан Факултета економије и менаџмента, 02/2014 – 09/2015 и 10/2006 – 03/2012, Универзитет Слобомир П, Бијељина, Република Српска, Босна и Херцеговина
- Директор (Директор), 03/2002 – 06/2015, Паневропски центар за професионални развој, Прњавор, Република Српска, Босна и Херцеговина
- Проректор | Декан Факултета техничких наука, 03/2012 – 02/2014, Универзитет ПИМ Бања Лука, Бања Лука, Република Српска, Босна и Херцеговина

## Књиге[5]
- Андреј, Ј. В., Васић, М., & Вуковић, П. . Sustainable Growth and Global Social Development in Competitive Economies. IGI Global. 2023. ISBN 9781668488102.
- Покрајац, С., Ставрић, Б. и Васић, М. (2015). Предузетнички менаџмент, Слобомир П Универзитет, Бијељина,  978-99955-54-13-2
- Ставрић, Б. и Васић, М. (2015). Менаџмент – принципи и концепти, Слобомир П Универзитет, Бијељина,  978-99955-54-12-5
- Васић, М. (2009). Основи менаџмента непрофитних организација, Слобомир П Универзитет, Бијељина,  978-99938-757-5-8
- Кулић, Ж., Васић, М. (2007). Менаџмент људских ресурса, Завод дистрофичара, Бања Лука,  978-99938-58-07-2
- Васић, М. (2007). Развој људских ресурса, Завод дистрофичара, Бања Лука,  978-99938-58-06-5
- Васић, М. (2004). Тимови и тимски рад, Завод дистрофичара, Бања Лука,  99938-775-3-8 неважећи

## Научни радови
(у оригиналном језику на коме су објављени - радови у последњих пет година)  
- Vasic, M., Duica, M. C., Berber, N., Enukidze, N.; Vasic, S., & Weis, L. . ”Migrant Workers and Workforce Integration: Challenges for Managers in European Companies”, Strategic Management Vol. 28 No. 2. Vasić, Mile; Duica, Mircea; Berber, Nemanja; Enukidze, Nino; Vasić, Sergej; Weis, Lidija (2023). „Migrant workers and workforce integration: Challenges for managers in European companies”. Strategic Management. 28 (2): 64—77. doi:10.5937/StraMan2200027V.
- Oprea, Mihaela-Georgiana; Vlădescu, Mihaela-Irma; Privitera, Donatella; Vasić, Mile (2022). „Overview of the migration phenomenon among women in Romania”. "The crisis after the crisis. When and how the New Normal will be". стр. 501—523. ISBN 978-83-66675-88-9. doi:10.2478/9788366675889-085.
- Kontić, LJ., Zečević-Stanojević, O., Vasić, M Kontić, Ljiljana; Zečević-Stanojević, Olgica; Vasić, Mile (2022). „"Organic Production of Lavender in Serbia – Economic and Financial Analysis"”. Economics of Agriculture. 69 (3): 911—924. doi:10.5937/ekoPolj2203911K..
- Panait, M., Ionescu, R., Apostu, S. A., Vasić, M. (2022) ''Innovation through Industry 4.0 – Driving Economic Growth and Building Skills for Better Jobs'', Economic Insights – Trends and Challenges. Panait, Mirela; Ionescu, Răzvan; Apostu, Simona Andreea; Vasić, Mile (2022). „Innovation through Industry 4.0 – Driving Economic Growth and Building Skills for Better Jobs”. Economic Insights – Trends and Challenges. 11 (2): 109—117. doi:10.51865/EITC.2022.02.08.
- Toader E. V., Gavrilei, A., Vasić, M. (2022) ”The Effect of the COVID-19 Pandemic on the Food Chain and Small Producers”, AEE Papers, 6, 49-56, https://www.ceeol.com/search/journal-detail?id=2633
- Andrei, J. V., Rădulescu, I. D., Chivu, L., Erokhin, V., Nancu, D., Gao, T., & Vasic, M.  ”A short descriptive analysis of the European evolutions of the inputs price indices of agricultural products between 2008 – 2017: patterns, trends and implications”. Strategic Management, Vol. 27 (2022), No. 3, 039-047. Vasile, Andrei; Rădulescu, Iuliana; Chivu, Luminiţa; Erokhin, Vasilii; Nancu, Dumitru; Gao, Tianming; Vasić, Mile (2022). „A short descriptive analysis of the European evolutions of input price indices of agricultural products between 2008-2017: Patterns, trends and implications”. Strategic Management. 27 (3): 39—47. doi:10.5937/StraMan2200018A.
- Constantin, M., Rădulescu, I., Vasić, M., Andrei,J. & Pistalu, M..Modern forms of value creation in the global agri-food chain – Perspectives from the Facebook ads market. Constantin, Marius; Rădulescu, Iuliana Denisa; Vasić, Mile; Andrei, Jean Vasile; Pistalu, Maria (2021). „Modern forms of value creation in the global agri-food chain – Perspectives from the facebook ads market”. Proceedings of the International Conference on Business Excellence. 15 (1): 811—823. doi:10.2478/picbe-2021-0075.
- Andrei, J. V., Chivu, L., Gheorghe, I. G., Grubor, A., Sedlarski, T., Sima, V., Subić, J., Vasic, M. . Business Demography and Economic Growth: Similarities and Disparities in 10 European Union Countries, Andrei, Jean Vasile; Chivu, Luminita; Gogonea, Rodica-Manuela; Iacob, Silvia Elena; Patrascu, Aurelia; Popescu, Constanta; Vasic, Mile; Zaharia, Marian (2021). „Business Demography and Economic Growth: Similarities and Disparities in 10 European Union Countries”. Journal of Business Economics and Management. 22 (5): 1160—1188. doi:10.3846/jbem.2021.15067.
- Andrei, J. V., Chivu L., Gheorghe I. G., Grubor A., Sedlarski T., Sima V., Subić J., Vasic M. . Small and Medium-Sized Enterprises, Business Demography and European Socio-Economic Model: Does the Paradigm Really Converge?. Andrei, Jean Vasile; Chivu, Luminita; Gheorghe, Ileana Georgiana; Grubor, Aleksandar; Sedlarski, Teodor; Sima, Violeta; Subić, Jonel; Vasic, Mile (2021). „Small and Medium-Sized Enterprises, Business Demography and European Socio-Economic Model: Does the Paradigm Really Converge?”. Journal of Risk and Financial Management. 14 (2): 64. doi:10.3390/jrfm14020064 ., 14(2), 64.
- Vasic, M (2020). „Challenges of Teleworking During the Covid-19 Pandemic”. Anali Ekonomskog Fakulteta u Subotici. 56 (44): 63—79. doi:10.5937/AnEkSub2044063V..
- Mitu, E. I., Vasic, M (2018). „Comparative Management of Human Resources between USA and Japan”. Valahian Journal of Economic Studies. 9 (1): 93—100. doi:10.2478/vjes-2018-0010.. https://www.proquest.com/docview/2118758568

Ажурирана и потпуна листа:
Google Scholar
Orcid

## Догађаји
Уводни говорник или организатор - научни конгреси, пословни форуми, састанци на највишем нивоу (у оригиналном језику догађаја):
- EUMMAS A2S Conference on Global Social and Technological Development and Sustainability, Dubai 2023, United Arab Emirates, 21/02/2023
- 2022 Creativity and Innovation in Digital Economy, Ploesti, Romania, October 27/28, 2022.
- Scientific Seminar and a Round Table Discussion, EUMMAS Research Centers, online, 29/09/2022.
- VI-International European Conference on Interdisciplinary Scientific Research, National Institute for Economic Research "Costin C. Kirițescu" Bucharest, Romania, 26/08/2022.
- Knowledge Transfer for Sustainable Development in Digital Global Societies, Ljubljana School of Business, Ljubljana, 26/05/2022.
- Participatory Democracy and Digital at Local Level: European Discourses and Practices, LAREQUOI Management Research Center University of Versailles Saint-Quentin-en-Yvelines, France, 27/01/2022
- GSOM Emerging Markets Conference, Graduate School of Management of St. Petersburg State University, Russian Federation, 04/10/2021.
- Pandemic Challenges and Opportunities for Corporate Social Responsibility, Vilnius School of Business and Lithuanian Chamber of Commerce, Lithuania, 15/09/2021.
- Initiative 5.0 Business and Technology University Tbilisi, Georgia, Tbilisi, Georgia, 02/07/2021.
- 6th International virtual Conference on "Managing Business in a COVID-19 Era: Opportunities and Challenges", School of Business, Skyline University College, UAE, 23/3/2021.
- 15th International Conference on Business Excellence "Digital Economy and New Value Creation", Romania, March 18/19, 2021.
- Business Forum, Chamber of Commerce Banja Luka (Bosnia and Herzegovina) and Chamber of Commerce Prahova (Romania), Banja Luka, Bosnia and Herzegovina, 22/03/2019.
- Business Forum, Foreign Investment Agency of Bosnia and Herzegovina and Chamber of Commerce Prahova (Romania), Sarajevo, Bosnia and Herzegovina, 23/03/2019.
- Bucharest Energy Charter Conference, Bucharest, Romania, 27/11/2018.
- "Global Interferences of Knowledge Society", Targoviste, Romania, 16/17. November, 2018
- International Business Forum, Ministry for Business Environment, Commerce and Entrepreneurship, Bucharest, Romania, 30/08/2018.
- Business Forum, Chamber of Commerce Banja Luka (Bosnia and Herzegovina) and Chamber of Commerce Dambovita (Romania), Banja Luka, Bosnia and Herzegovina, 20/02/2018.
- Business Forum, Chamber of Commerce Prahova and Foreign Investment Promotion Agency (Bosnia and Herzegovina), Pitesti, Romania, 8/12/2017.
- Ministerial Conference on Energy Cooperation within China - Central and Eastern Europe "16+1", Ministry of Foreign Affairs and Ministry of Energy, Bucharest, Romania, 8/11/2017.
- International Conference on Applied Sciences - ICAS 2017, Hunedoara, Romania, May 10/12, 2017.
- Business Forum, Chamber of Commerce Hunedoara, Romania, 10/05/2017.
- Conference on Smart Cities, Romanian Association for Smart Cities and Mobility, Bucharest, Romania, 30/03/2017.
- International Conference: Innovative Ideas in Science IIS2016, Baia Mare, Romania, November 10-11, 2016.
- Forbes CEE Forum 2016, Forbes, Bucharest, Romania, 20/09/2016.

## Вањски линкови
- Званични блог професора Васића
- European Marketing and Management Association - EUMMAS
- LinkedIn профил
- Званична Facebook страница